# Renault R.S.16
Renault R.S.16 (původně známý jako Lotus E24 Hybrid) byl závodní vůz Formule 1 navržený týmem Renault Sport, aby mohl soutěžit v sezóně 2016. Znamenalo to návrat Renaultu do Formule 1 jako konstruktéra po pětiroční absenci. Renault R.S.16 byl od Renaultu RE60 ze sezóny 1985 také prvním přeplňovaným vozem Renault, který v tomto sportu soutěžil.
Kevin Magnussen a Jolyon Palmer se stali jezdci týmu, zatímco Esteban Ocon byl rezervním jezdcem.

## Vývoj

### Technický tým
Šasi navrhli Nick Chester, Chris Cooney, Martin Tolliday a Nicolas Hennel, přičemž Bob Bell dohlížel na design a výrobu vozu jako technický ředitel a Rémi Taffin vedl design hnacího ústrojí. Vůz byl postaven v Enstone v Oxfordshire s motorem dodaným z Viry-Châtillon ve Francii.

### Vývoj vozu

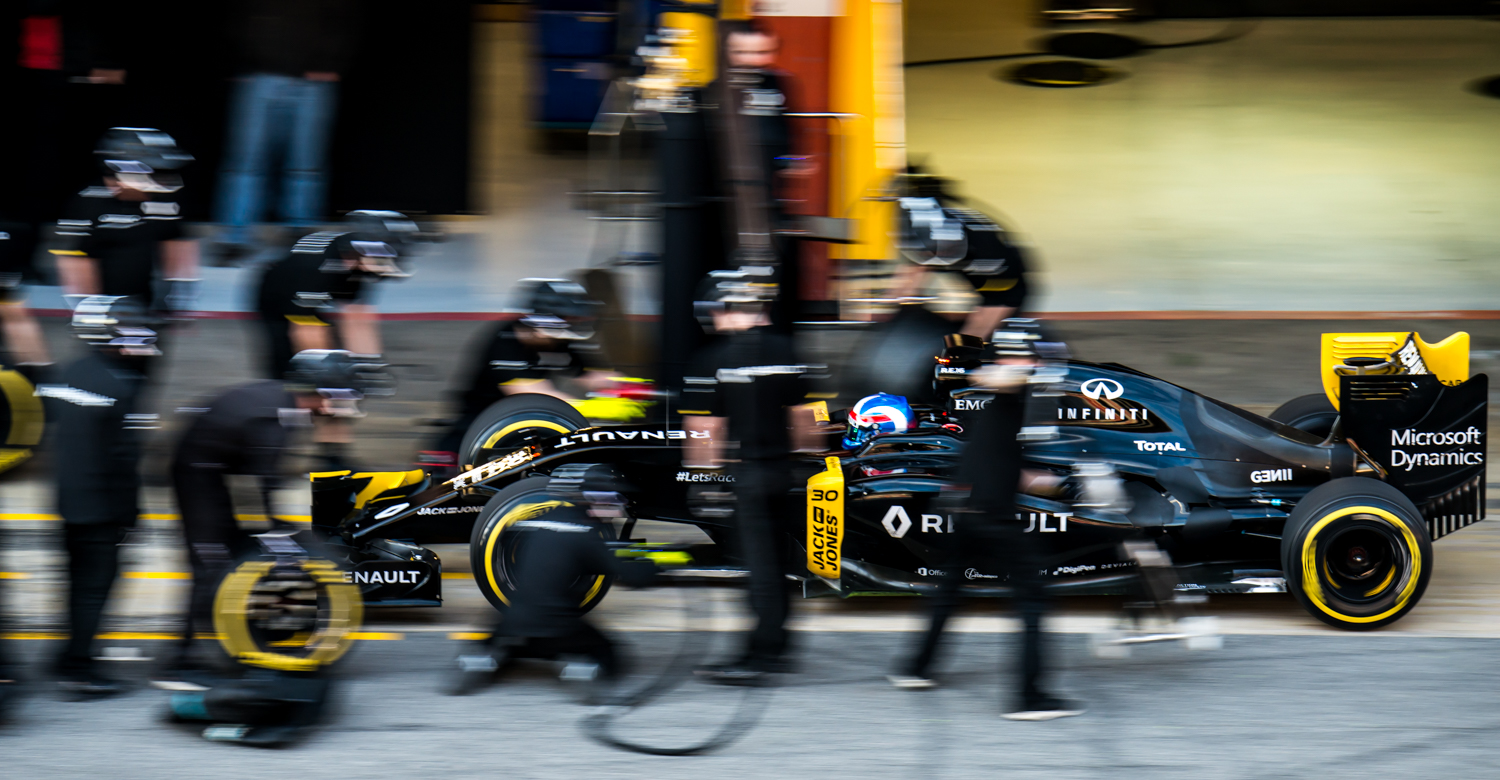
Při testování byl na vůz RS 16 použit černý nátěr, který byl však pro sezónu nahrazen.

Nick Chester přiznal, že přípravy na rok 2016 byly omezeny finančními potížemi týmu Lotus. Tým měl také smlouvu na používání motorů Mercedes pro novou sezónu, což znamenalo, že značná část vozu, která byla navržena, musela být upravena tak, aby vyhovovala pohonné jednotce Renault. Před prvním závodem sezóny tým přiznal, že vůz RS 16 byl vývojem s použitím aero prvků podobných na voze z roku 2015 a motorem lehce upravené verze stejného modelu. Mnoho z prvních úprav použitých při testování bylo provedeno kvůli požadavkům FIA, jako byly například vyšší boky kokpitu.
Tým během testování použil vůz v černém nátěru. Při barcelonském testu tým dokončil 343 kol. První a druhý den byly omezeny na pouhých 79 kol, nicméně Magnussen zvládl odjet 260 kol v novém voze. Při druhém testování tým dokončil celkem 776 kol, přičemž Palmer během testovacích dnů trpěl mechanickými problémy.
Na začátku sezóny FIA potvrdila, že Renault použil pouze 7 z dostupných 32 tokenů pro vývoj motoru, takže si ponechal prostor pro pokrok. Modernizace se zhmotnila pro motory v Monaku, kde Magnussen převzal B-specifikace jednotky, a další dostal Daniel Ricciardo z týmu Red Bull Racing s jednotkou označenou jako TAG.
V červenci tým opustil vývoj vozu RS 16 a zaměřil se na vůz pro sezónu 2017.

## Shrnutí sezóny

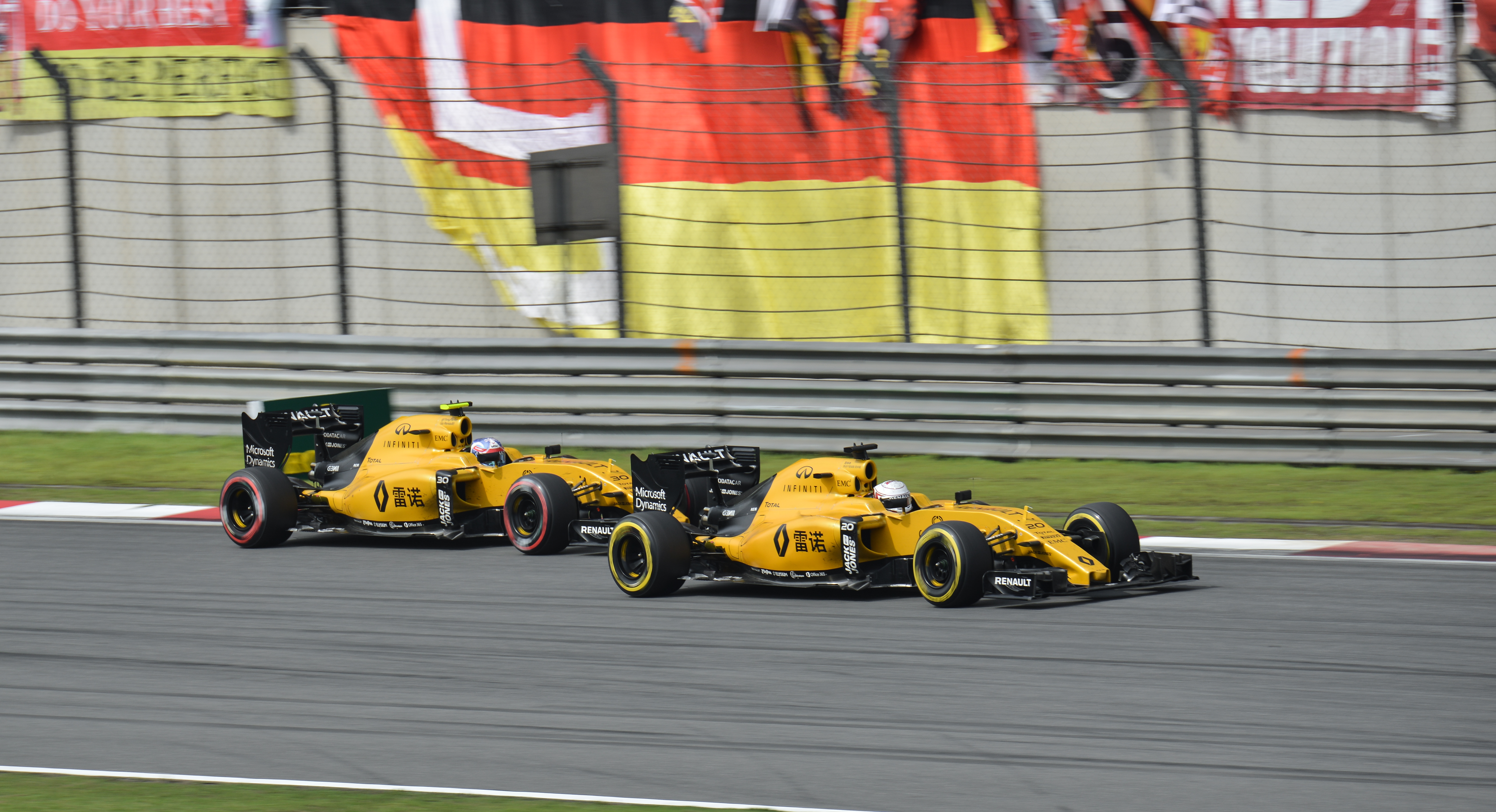
Kevin Magnussen před týmovým kolegou Jolyonem Palmerem při Grand Prix Číny.

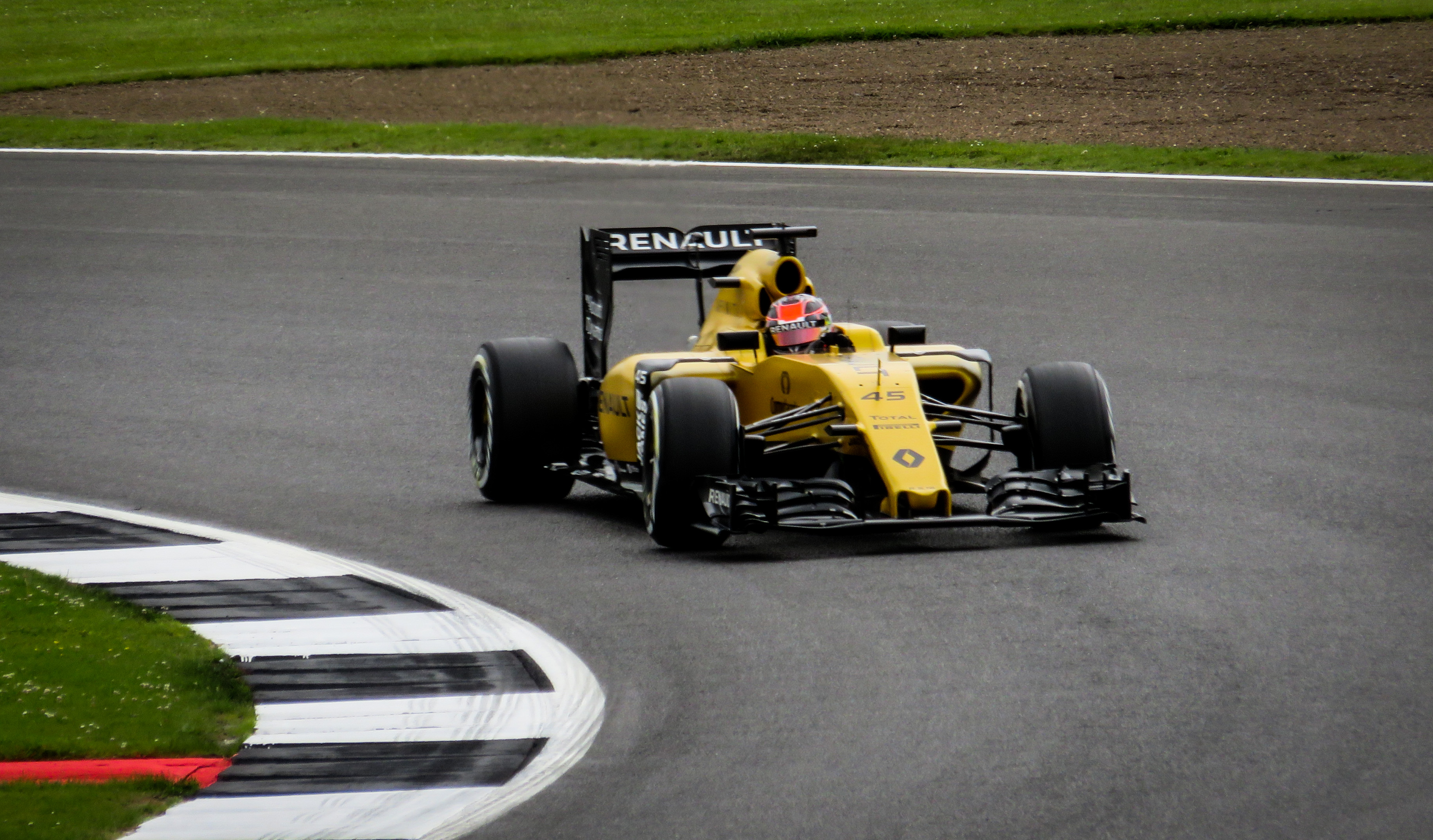
Rezervní jezdec Esteban Ocon řídící vůz R.S.16 během prvního pátečního volného tréninku před Grand Prix Velké Británie.

Vůz RS 16 byl oficiálně představen v Paříži v únoru 2016.
Vůz RS 16 byl pro tým v průběhu sezóny špatný. Odstoupení byla během sezóny pravidelným jevem. V Bahrajnu nemohl Palmer odstartovat do závodu, protože jeho vůz selhal během zaváděcího kola. V Monaku oba vozy odstoupily ze závodu, protože Palmer havaroval, jakmile safety car umožnil zahájení závodu, zatímco Magnussen byl zapojen do incidentu v Rascasse, když se pokusil vyhnout Daniilu Kvjatovi. Magnussen odstoupil při dalších třech závodech – v Belgii, v Malajsii a v Abú Zabí. Mezitím jeho týmový kolega Palmer zaznamenal další čtyři odstoupení před koncem sezóny v Kanadě, v Británii, v Singapuru a v Brazílii. To znamenalo, že ve 21 závodech v 9 případech alespoň jeden vůz RS 16 nedojel do cíle.
Tým získal body ve třech závodech, sedmé místo v Rusku pro Magnussena bylo nejlepším umístěním vozu. V Singapuru získal další bod a Palmer získal bod v Malajsii - jeho první bod ve Formuli 1.
Tým získal pouhých 8 bodů během sezóny, což znamenalo nejhorší výkon týmu od sezóny 2014 a pro Renault jako konstruktéra od sezóny 1978.

## Kompletní výsledky ve Formuli 1
| Legenda k tabulce | Legenda k tabulce                                                                       |
| Barva             | Výsledek                                                                                |
| ----------------- | --------------------------------------------------------------------------------------- |
| Zlatá             | Vítěz                                                                                   |
| Stříbrná          | 2. místo                                                                                |
| Bronzová          | 3. místo                                                                                |
| Zelená            | Bodované umístění                                                                       |
| Modrá             | Nebodované umístění                                                                     |
| Modrá             | Dokončil neklasifikován (NC)                                                            |
| Fialová           | Odstoupil (Ret)                                                                         |
| Červená           | Nekvalifikoval se (DNQ)                                                                 |
| Červená           | Nepředkvalifikoval se (DNPQ)                                                            |
| Černá             | Diskvalifikován (DSQ)                                                                   |
| Bílá              | Nestartoval (DNS)                                                                       |
| Bílá              | Závod zrušen (C)                                                                        |
| Světle modrá      | Pouze trénoval (PO)                                                                     |
| Světle modrá      | Páteční testovací jezdec (TD)                                                           |
| Bez barvy         | Netrénoval (DNP)                                                                        |
| Bez barvy         | Vyřazen (EX)                                                                            |
| Bez barvy         | Nepřijel (DNA)                                                                          |
| Bez barvy         | Odvolal účast (WD)                                                                      |
| Bez barvy         | Nezúčastnil se (prázdné)                                                                |
| Označení          | Význam                                                                                  |
| Tučnost           | Pole position                                                                           |
| Kurzíva           | Nejrychlejší kolo                                                                       |
| †                 | Jezdec nedojel do cíle, ale byl klasifikován, protože odjel více než 90 % délky závodu. |
| ‡                 | Byl udělován poloviční počet bodů, protože bylo odjeto méně než 75 % délky závodu.      |
| Horní index       | Umístění bodujících jezdců ve sprintu                                                   |

| Rok  | Tým                   | Motor                | Pneumatiky | Jezdci          | 1   | 2   | 3   | 4   | 5   | 6   | 7   | 8   | 9   | 10  | 11  | 12  | 13  | 14  | 15  | 16  | 17  | 18  | 19  | 20  | 21  | Body | Umístění |
| ---- | --------------------- | -------------------- | ---------- | --------------- | --- | --- | --- | --- | --- | --- | --- | --- | --- | --- | --- | --- | --- | --- | --- | --- | --- | --- | --- | --- | --- | ---- | -------- |
| 2016 | Renault Sport F1 Team | Renault RE16 1.6 V6t | P          |                 | AUS | BHR | CHN | RUS | ESP | MON | CAN | EUR | AUT | GBR | HUN | GER | BEL | ITA | SIN | MAL | JPN | USA | MEX | BRA | ABU | 8    | 9. místo |
| 2016 | Renault Sport F1 Team | Renault RE16 1.6 V6t | P          | Kevin Magnussen | 12  | 11  | 17  | 7   | 15  | Ret | 16  | 14  | 14  | 17† | 15  | 16  | Ret | 17  | 10  | Ret | 14  | 12  | 17  | 14  | Ret | 8    | 9. místo |
| 2016 | Renault Sport F1 Team | Renault RE16 1.6 V6t | P          | Jolyon Palmer   | 11  | DNS | 22  | 13  | 13  | Ret | Ret | 15  | 12  | Ret | 12  | 19  | 15  | Ret | 15  | 10  | 12  | 13  | 14  | Ret | 17  | 8    | 9. místo |

## Renault Clio R.S. 16

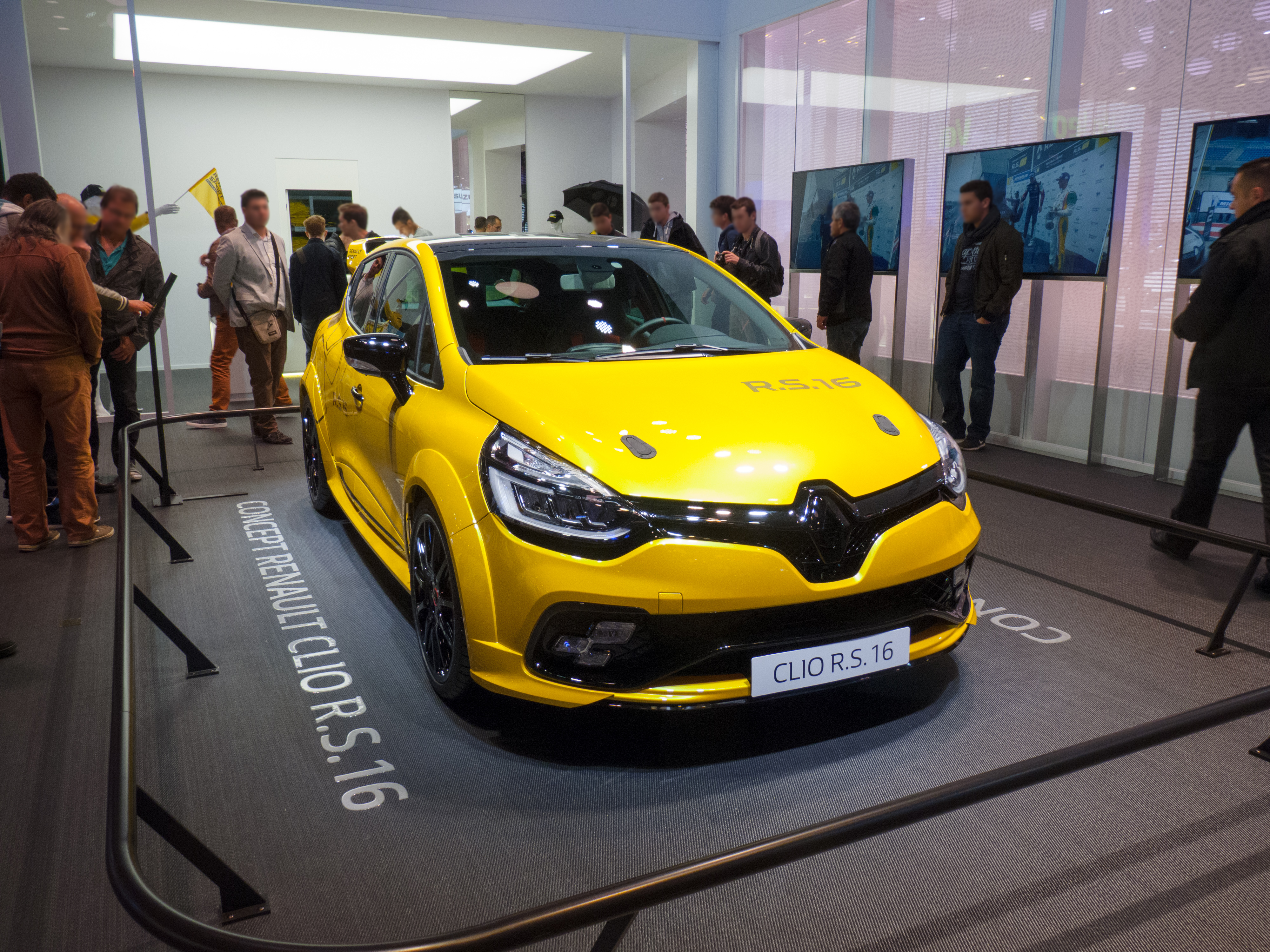
Renault Clio R.S. 16 vyvinutý a inspirovaný návratem do Formule 1.

Během sezóny Renault vyvinul Clio R.S. 16 k připomenutí 40. výročí Renault Sport a jejich návratu do Formule 1. Koncept vozu byl nalakován ve stejných barvách jako vůz Formule 1 R.S.16. Propagačního představení vozu se ujal Kevin Magnussen, který jej řídil v Monaku. Vůz také vystupoval na Festivalu rychlosti v Goodwoodu v roce 2016.